# Teatro nazionale (Italia)
Il Teatro Nazionale è un ente autonomo dedicato all'organizzazione e produzione drammaturgica in forma di servizio pubblico. Più specificamente, si tratta di un ente culturale che «svolge attività teatrale di notevole prestigio nazionale e internazionale», in virtù di una propria «tradizione e storicità». Tali enti sono finanziati per mezzo del fondo unico per lo spettacolo dal Ministero della cultura.
Il teatro nazionale, sul solco dei teatri stabili, nasce dal tentativo di organizzare i finanziamenti pubblici orientandoli verso quegli enti che abbiano un'amministrazione diretta e stabile delle sale e della produzione drammaturgica. La disciplina è frutto della riforma legislativa del settore dello spettacolo del 1º luglio 2014, la quale, oltre alla nascita dei Teatri Nazionali, ha visto anche l'istituzione parallela dei Teatri di rilevante interesse culturale, o TRIC.

## Storia
La necessità di sostenere in modo coerente e stabile la produzione drammaturgica per mezzo del coordinamento e finanziamento pubblico a tali attività, ha le sue radici nei mutamenti culturali e sociali che coinvolsero le società occidentali nel periodo post-rinascimentale. Infatti, dopo i fasti della drammaturgia italiana ottocentesca, rivolta però a un pubblico di estrazione prima aristocratia e poi alto-borghese, già nella prima metà del XX secolo si diffusero le prime iniziative di riforma del settore, volta a un'accessibilità più universale della produzione culturale. I tempi furono maturi nell'immediato dopoguerra con la nascita della Repubblica Italiana, in particolare grazie all'attività di Strehler e Grassi, che nella prima metà del Novecento concretizzarono la nascita dei teatri stabili italiani, allargando così il pubblico delle rappresentazioni teatrali, non più limitato a quello benestante della tradizione italiana otto-primonovecentesca, ma esteso alle classi sociali molto più eterogenee, inclusi studenti e giovani. Secondo lo stesso Grassi:
(Paolo Grassi, )
Da questi intenti nacque nel 1947 il Piccolo di Milano, primo teatro stabile italiano. Fra il 1947 e il 1955, Milano, Genova e Torino, il triangolo industriale italiano si dotò dei propri teatri stabili. Nei successivi cinquant'anni, dall'esempio del Piccolo nacquero una ventina di realtà stabilmente attive nelle varie regioni sul territorio nazionale. Negli anni '80, precisamente nel 1985, venne riformata la normativa di finanziamento pubblico alle produzioni nazionali dello spettacolo, istituendo il FUS, Fondo unico per lo spettacolo, finanziato annualmente con la legge finanziaria e ripartito tra i vari settori con decreto del Ministero della cultura. La decisione di conferire nuove denominazioni a specifiche realtà che si fossero distinte nell'ambito drammaturgico italiano nacque in tale periodo, all'interno del dibattito sulla riorganizzazione degli stabili italiani. In questo contesto, già nel 1991 fu attribuita al Piccolo di Milano la qualifica di Teatro d'Europa (denominazione riconfermata nel 2017). Fu poi nei primi anni 2010 che si decise la riforma della categoria, con l'istituzione nel 2014 dei Teatri Nazionali e dei Teatri di rilevante interesse culturale (o TRIC).
La riforma non mancò di suscitare reazioni contrastanti. Nel 2015, il periodico Ateatro riassunse ironicamente così le funzioni del teatro nazionale: «per avere un respiro internazionale, per premiare il nostro lavoro, per avere maggiori finanziamenti, per risanare il teatro, per sopravvivere, per assumere a tempo indeterminato... e per licenziare». Diverso il parere del direttore del Teatro Nazionale di Genova: «il teatro nazionale ha una doppia responsabilità: verso il pubblico, ossia gli spettatori; e verso il Pubblico, ossia i cittadini e la città. Per questo deve dialogare costantemente con le eccellenze della città: musei, università, scuole, teatri d'opera, accademie».

## Descrizione
Il riconoscimento della qualifica di Teatro Nazionale è subordinata ad adempimenti sia di carattere artistico, sia di carattere etico, sia amministrativo. La qualifica è riconosciuta dal Ministero della cultura e dà facoltà di ottenere finanziamenti ministeriali, accedendo al fondo unico per lo spettacolo e ai correlati patrocini.
Per essere Teatro nazionale, è necessario che:
- si gestisca in esclusiva una o più sale nella regione in cui si ha sede, per un totale di almeno mille posti e con una sala di almeno cinquecento posti.
- si effettuino ogni anno un minimo di duecentoquaranta giornate recitative di produzione e di quindicimila giornate lavorative complessive.
- si producano annualmente almeno due spettacoli di autori viventi, di cui almeno uno di nazionalità italiana.
- si producano o ospitino annualmente almeno due spettacoli di ricerca
- si abbia almeno il 40% del personale artistico che coincida con quello dell'annualità precedente e il 50% del personale amministrativo e tecnico con contratto a tempo indeterminato
- si rappresenti almeno il 70% delle giornate recitative nei teatri gestiti direttamente
- si rappresenti almeno il 70% delle giornate recitative nella regione di appartenenza (escluse recite all'estero)
- non si superi il 40% di messe in scena in coproduzione (escluse le coproduzioni con soggetti stranieri)

## Teatri nazionali italiani
In Italia, oltre al Piccolo di Milano definito "Teatro d'Europa", esistono attualmente sei teatri nazionali, secondo il Fondo unico per lo spettacolo (2025-2028).
In ordine alfabetico sono:
- Emilia Romagna Teatro Fondazione / Teatro Nazionale (Fondazione Emilia Romagna Teatro Fondazione)[15]
- Teatro Nazionale di Genova (Ente Autonomo del Teatro Stabile di Genova)[16]
- Teatro di Napoli - Teatro Nazionale (Associazione Teatro Stabile della città di Napoli)[17]
- Fondazione Teatro di Roma - Teatro Nazionale (Associazione Teatro di Roma)[18]
- Teatro Stabile di Torino - Teatro Nazionale (Fondazione del Teatro Stabile di Torino)[19]
- Teatro Stabile del Veneto (Fondazione Teatro Stabile del Veneto - teatro nazionale)[20]

Dal 2025 il Teatro Nazionale della Toscana (Fondazione Teatro della Toscana) è stato declassato a teatro di rilevante interesse culturale.